# Sergio Corbucci
Sergio Corbucci (Roma, Itàlia, 6 de desembre de 1927-Roma, Itàlia, 1 de desembre de 1990) fou un director de cinema i guionista italià. És conegut pels seus spaghetti westerns, i junt amb Sergio Leone i Sergio Sollima és considerat com un dels grans directors del gènere.

## Biografia
Germà del director i guionista italià Bruno Corbucci (amb qui treballà en nombrosos guions de les seves pel·lícules), va néixer a Roma (Itàlia) el 6 de desembre de 1927. Va començar la seva carrera filmant algunes pel·lícules "peplum" de baix pressupost i escàs reconeixement.
El seu primer èxit comercial fou amb l'spaghetti western de culte Django (1966), protagonitzat per Franco Nero, el qual li va fer ser considerat un dels més excel·lents directors del western italià i un dels directors més productius del país. La pel·lícula més famosa de la seva filmografia és potser El gran Silenci (1968), un spaghetti western ple de dramatisme, amb un protagonista mut i un malvat psicòpata. La pel·lícula fou censutada (fins i tot no va arribar a estrenar-se en certs països, com en el cas d'Espanya) degut a la seva violència explícita.
En les dècades dels 70 i 80, Corbucci va dirigir principalment comèdies, moltes d'elles protagonitzades per l'actor Adriano Celentano. Les seves pel·lícules rarament han sigut tractades amb serietat i respecte, sent sovint considerades de segona categoria. No obstant això, Corbucci es va mantenir fidel a ell mateix, esdevenint un director de culte.
Corbucci va morir el 1 de desembre de 1990 degut a un atac de cor a l'edat de 63 anys, en la seva ciutat natal, Roma.

## Filmografia
- 2021 - Django & Django (Material d'arxiu)
- 2006 - Denn sie kennen. Kein Erbarmen (Documental TV sobre el gènere del spaghetti western)
- 1990 - Donne armate
- 1989 - Club Nocturn
- 1988 - I giorni del commissario Ambrosio
- 1987 - Rimini Rimini
- 1987 - Roba da ricchi
- 1985 - És un fenomen paranormal
- 1984 - Al tu per tu
- 1983 - Això i allò (1983)
- 1983 - Sing Sing (1983)
- 1982 - Il conte Tacchia (1982)
- 1982 - Bell meu, bellesa meva (1982)
- 1981 - Chi trova un amico, trova un tesoro (1981)
- 1980 - Mi faccio la barca (1980)
- 1980 - Poliziotto superpiù (1980)
- 1980 - No em conec el meu amor (1980)
- 1978 - Pari e dispari (Parell-Imparell) (1978)
- 1978 - Giallo napoletano (1978)
- 1978 - La mazzetta (L'advocat de palla) (1978)
- 1977 - Tres tigri contro tre tigri (Riure és viure) (1977)
- 1977 - Ecco noi per esempio
- 1976 - El Sr. Robinson, una monstruosa història d'amor i aventura
- 1976 - Bluff-Storie di truffe e di imbroglioni
- 1975 - Il bianco, il giallo, il nero (El blanc, el groc, i el negre)
- 1975 - Di che signe sei? (Els signes del zodíac)

- 1974 - Il bestione (El bestione)
- 1973 - Rugantino. (Director)
- 1972 - Che c'entrimo noi con la rivoluzione? (Què ens importa la revolució?) (Director)
- 1972 - Er piu - Storia d'amore e di coltello (El guapo). (Director)
- 1972 - Banda J. E S. cronaca criminale del Far West (Els fills del dia i de la nit) (Director)
- 1970 - ¡Anem a matar, companys! (Director y guionista)
- 1969 - Els especialistes. (Director y guionista)
- 1968 - El gran Silenci. (Director)
- 1968 - Salari per a matar. (Director y guionista)
- 1967 - Navajo Joe/Un dollaro a testa (Joe, l'implacable). (Director)
- 1967 - I crudeli (Los despiadados). (Director)
- 1966 - Django. (Director y guionista)
- 1966 - L'uomo che ride. (Director)
- 1965 - Minnesota Clay. (Director)
- 1962 - Il giorno piu corto (El dia més curt). (Director)
- 1962 - Lo figlio di Spartacus (El fill d'Espartac). (Director)
- 1961 - Ròmul i Rem. (Director)